# 北114線
北114線 湊合－熊空，是位於新北市的一條鄉道，西起新北市三峽區湊合，東至新北市三峽區熊空，全長12.334公里。

## 路線說明
北114線起點位於湊合橋頭，橋的西端連接台7乙線，東端為北111線終點岔路。此橋跨越三峽溪，在其支流大豹溪與五寮溪匯流處稍下游。湊合橋路幅不寬，僅單線道，但它卻是大豹溪谷各觀光景點、聚落對外重要的連結孔道。過湊合橋後，北114線即沿大豹溪右岸東行，途經插角、有木等重要聚落，並有多處橋梁與重要路口。過有木後稍轉向南，東峰橋後則又偏北往熊空溪谷而去。
北114線除東峰橋至終點間因缺乏大聚落與觀光景點而較少利用率外，均為三峽重要的觀光路網，藉由該線與其所連結的岔路可串聯起滿月圓森林遊樂區、大板根、東眼山、樂樂谷、十八洞天等地。
由1907年之番地地形圖可見湊合至有木間有山徑可通。1954年完成湊合－插角間路段。1967年編入臺北縣鄉道時編為北110線，當時雖僅通抵有木但已將有木至熊空間計劃線納為鄉道路段。1983年第三次公路普查將編號改為北114線。
新北市
- 三峽區：湊合湊合橋（起點，台7乙線岔路）→ 插角（北109線岔路）→ 
         有木（1967年通車終點[3]） → 熊空熊空橋（終點）

## 歷史沿革
| 北114線歷史沿革 | 北114線歷史沿革                                                          | 北114線歷史沿革                                                            |
| 年代            | 本編號沿革                                                               | 本路線沿革                                                                 |
| --------------- | ------------------------------------------------------------------------ | -------------------------------------------------------------------------- |
| 1967年          | 當時為空號                                                               | 當時為北110線（湊合－熊空間），通車路段至有木8.987公里。                   |
| 1969年          | 麻竹坑－坡子頭間1.324km（泰山鄉文程路）                                  | 當時為北110線（湊合－熊空間），通車路段至有木8.987公里。                   |
| 1976年          | 改編為安坑－四份間1.988km                                                | 北110線里程延長達12.791公里。 新增支線北110-1線（插角－海山茶場間9.026km） |
| 1983年          | 原北114線改編為北102線；原北110線改編為北114線；原北110-1線併入北109線。 | 原北114線改編為北102線；原北110線改編為北114線；原北110-1線併入北109線。   |

## 沿線設施
| - 湊合橋 - 大豹溪 - 插角國小、插角派出所 - 大板根森林溫泉酒店 - 大全橋 - 東眼橋頭（橋梁屬北113線） | - 大德橋 - 長壽橋 - 有木國小 - 八仙橋 - 東峰橋 - 熊空橋 |  |

## 連接公路
- 台7乙線
- 北111線
- 北109線
- 北113線
- 北115線